# 鲍勃·霍普金斯
罗伯特·M·霍普金斯（英語：Robert M. Hopkins，1934年11月3日—2015年5月15日），美国NBA联盟前职业篮球运动员。